# Křižíkova metróállomás
Křižíkova egy metróállomás Prágában a prágai B metró vonalán.

## Szomszédos állomások
A metróállomáshoz az alábbi állomások vannak a legközelebb:
- Florenc (Zličín)
- Invalidovna (Černý Most)

## Átszállási kapcsolatok
| B (Zličín ↔ Černý Most) |                        |                         |
| Állomás                 | Átszállási kapcsolatok | Fontosabb létesítmények |
| Křižíkova               | 3, 8, 24, 92 · P7      |                         |